# Циганово (Зирянський район)
Цига́ново (рос. Цыганово) — село у складі Зирянського району Томської області, Росія. Входить до складу Зирянського сільського поселення.

## Населення
Населення — 480 осіб (2010; 583 у 2002).
Національний склад (станом на 2002 рік):
- росіяни — 96 %